# Radecznica (gmina)
Radecznica – gmina wiejska w województwie lubelskim, w powiecie zamojskim. W latach 1975–1998 gmina położona była w województwie zamojskim.
Siedziba gminy to Radecznica.
Według danych z 31 grudnia 2016 r. gminę zamieszkiwało 5889 osób.
Znajduje się w niej Samodzielny Szpital Psychiatryczny, jeden z dwóch w województwie. Obok szpitala znajduje się także klasztor bernardynów, który istnieje od XVII wieku.

## Struktura powierzchni
Według danych z roku 2002 gmina Radecznica ma obszar 109,8 km², w tym:
- użytki rolne: 74%
- użytki leśne: 18%

Gmina stanowi 5,86% powierzchni powiatu.

## Demografia

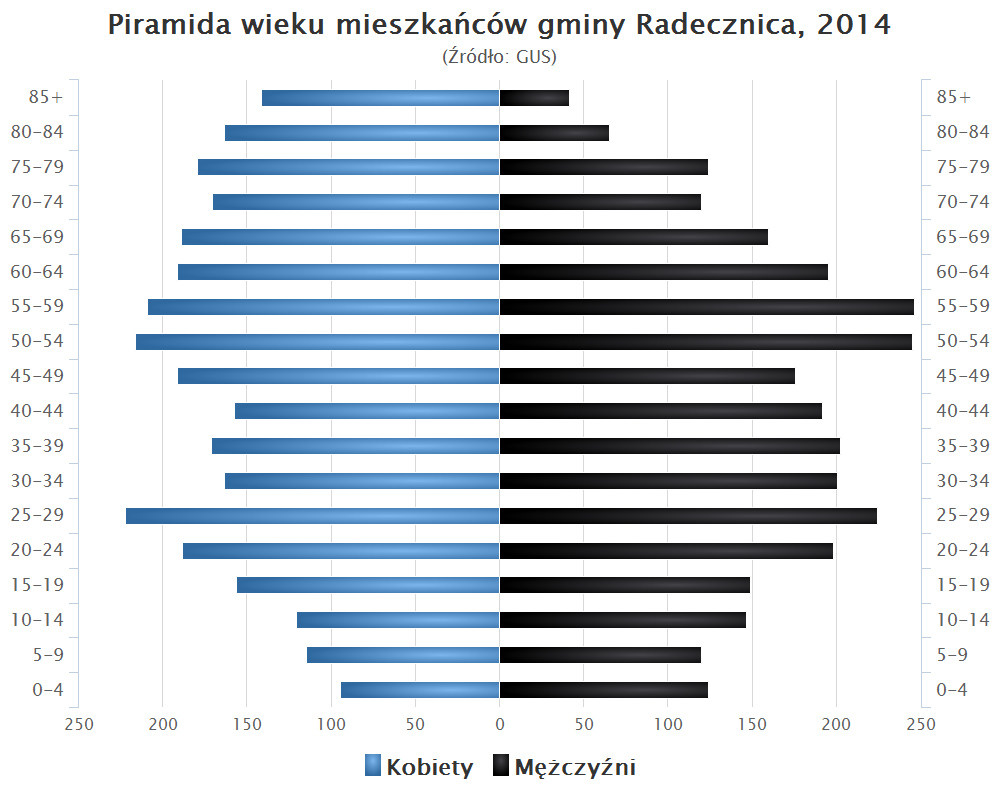
Piramida wieku mieszkańców gminy Radecznica w 2014 roku

Dane z 31 grudnia 2016 r.:
| Opis                              | Ogółem | Ogółem | Kobiety | Kobiety | Mężczyźni | Mężczyźni |
| --------------------------------- | ------ | ------ | ------- | ------- | --------- | --------- |
| jednostka                         | osób   | %      | osób    | %       | osób      | %         |
| populacja                         | 5889   | 100    | 2977    | 50,6    | 2912      | 49,4      |
| gęstość zaludnienia (mieszk./km²) | 53,5   | 53,5   | 27,1    | 27,1    | 26,4      | 26,4      |

## Sołectwa
Czarnystok, Dzielce, Gaj Gruszczański, Gorajec-Stara Wieś, Gorajec-Zagroble, Gorajec-Zagroble-Kolonia, Gorajec-Zastawie, Gruszka Zaporska, Latyczyn, Mokrelipie, Podborcze, Podlesie Duże, Podlesie Małe, Radecznica, Trzęsiny, Wólka Czarnostocka, Zaburze, Zakłodzie, Zaporze.

## Sąsiednie gminy
Biłgoraj, Frampol, Goraj, Sułów, Szczebrzeszyn, Tereszpol, Turobin, Zwierzyniec